# Saint-Médard (Charente)
Saint-Médard – miejscowość i gmina we Francji, w regionie Nowa Akwitania, w departamencie Charente. Nazwa miejscowości pochodzi od imienia św. Medarda.
Według danych na rok 1990 gminę zamieszkiwało 257 osób, a gęstość zaludnienia wynosiła 31 osób/km² (wśród 1467 gmin regionu Poitou-Charentes Saint-Médard plasuje się na 751. miejscu pod względem liczby ludności, natomiast pod względem powierzchni na miejscu 924.).